# Plexaura turgida
Plexaura turgida är en korallart som först beskrevs av Ehrenberg 1834.  Plexaura turgida ingår i släktet Plexaura och familjen Plexauridae. Inga underarter finns listade i Catalogue of Life.